# Galvano Fiamma
Pour les articles homonymes, voir Fiamma.
Galvano Fiamma (Milan, 1283 – Milan, 1344), en latin Galvanus, Galvaneus ou Galvagnus ou encore Flamma, de Flama ou de la Flamma, était un moine dominicain italien et chroniqueur Milanais.
Il a été chapelain de Jean Visconti (1290-1354), seigneur de Milan, et a écrit plusieurs chroniques traitant de l'histoire de Milan et exaltant la famille des Visconti qui, à l'époque, était la dynastie régnante.
Il est également connu pour avoir dessiné une carte de Milan à l'époque des années 1330.

## Biographie

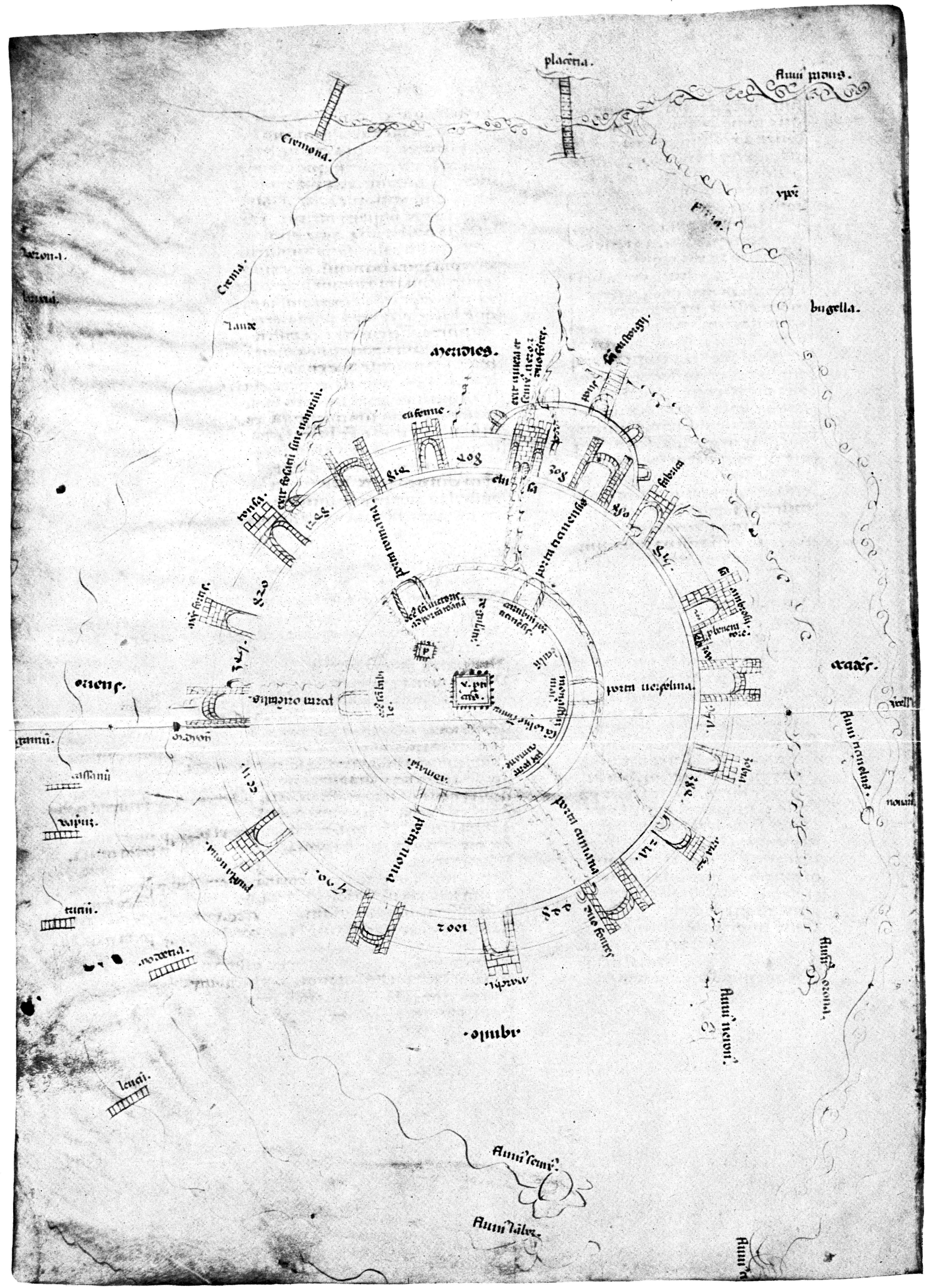
Chronica extravagans, Plan de Milan (vers 1330)

Galvano Fiamma est probablement né à Milan en 1283 au sein d'une famille aisée milanaise, comme il le déclare dans sa Chronica parva, peut-être des notaires.
En 1298, il entre au couvent dominicain de  Sant'Eustorgio comme novice. Après avoir terminé ses études, il devient lector sacrae theologiae.
Selon ses affirmations, il réside au couvent San Tomaso de Pavie où il enseigne la théologie et la physique d'Aristote aux étudiants de médecine et où il découvre l'historiographie.
Pendant le bref règne de l'empereur Henri VII (1312-1313), il dédia un court texte d'alchimie intitulé Epistola missa imperatori henrico a fratre Galvano di Flamma ordinis predicatorum. L'écriture correspond à la biographie d'Enrique, qui vivait dans diverses villes d'Italie depuis 1310 et qui bénéficiait d'un grand soutien de la famille Visconti, pour laquelle Galvano travaillait.
À partir de 1313, il demeure à Milan, à Sant'Eustorgio, où il enseigne la philosophie morale.
C'est à cette période qu'il rédige probablement son unique texte de philosophie Tractatus yconomicus.
À partir de 1323, les informations le concernant se tarissent ; il quitte probablement Milan à la suite de l'« Interdit » de 1321 de la part du pape Jean XXII et, en 1330, se retrouve à Bologne dans un procès d'inquisition.
Après 1330, il reprend son activité à Sant'Eustorgio où il se consacre aux études d'historiographie.
En 1333, il commence l'écriture de Chronica Parva et assume un rôle majeur dans le rapprochement de l'Ordre des Frères Prêcheurs et la famille Visconti après le procès d'hérésie intenté contre les ducs de Milan.
Il devient d'abord intime d'Azzon Visconti puis confesseur de Luchino et de son fils Buzio.
Entre 1339 et 1345, il rédige en latin une Cronica universalis dans laquelle il mentionne — 150 ans avant l'expédition de Christophe Colomb — l'existence du continent américain, qu'il dénomme terra que dicitur Marckalada en se basant sur des sources islandaises. Il la dit habitée par des géants, qui construisent des maisons avec d'énormes pierres, tout en ajoutant qu'aucun marin n'a jamais pu en savoir davantage sur cette contrée.
En 1344, on perd toute trace de Galvano Fiamma. Considérant que sa Chronica Maior relate les faits jusqu'en 1344, l'on considère que celle-ci correspond à l'année de sa mort.

## Publications
Ses nombreux écrits historiques incluent :
- Chronica parva Ordinis predicatorum
- Chronica maior Ordinis praedicatorum
- Chronica Galvagnana
- Politia novella
- Chronicon extravagans de antiquitatibus Mediolani
- Chronicon maius
- Manipolus florum seu Historia Mediolanensis
- Chronica pontificum Mediolanensium
- Cronica universalis